# Albuquerque Thunderbirds 2005-2006
La stagione 2005-06 degli Albuquerque Thunderbirds fu la 5ª nella NBA D-League per la franchigia.
Gli Albuquerque Thunderbirds arrivarono secondi nella NBA D-League con un record di 26-22. Nei play-off vinsero la semifinale con i Florida Flame (1-0), vincendo poi il titolo battendo nella finale i Fort Worth Flyers (1-0).

## Roster
| N° | Naz.                   | Ruolo | Sportivo            | Anno | Alt. | Peso |
| -- | ---------------------- | ----- | ------------------- | ---- | ---- | ---- |
| 0  | Stati Uniti (bandiera) | G     | Tony Bland          | 1980 | 196  | 91   |
| 4  | Stati Uniti (bandiera) | GA    | Joe Shipp           | 1981 | 196  | 100  |
| 5  | Stati Uniti (bandiera) | C     | Randall Orr         | 1982 | 211  | 95   |
| 6  | Stati Uniti (bandiera) | A     | Bryant Matthews     | 1982 | 201  | 98   |
| 7  | Stati Uniti (bandiera) | A     | T.J. Cummings       | 1981 | 208  | 101  |
| 8  | Stati Uniti (bandiera) | G     | Marcus Taylor       | 1981 | 191  | 88   |
| 11 | Grecia (bandiera)      | C     | Andreas Glyniadakīs | 1981 | 216  | 127  |
| 13 | Giappone (bandiera)    | G     | Yūta Tabuse         | 1980 | 175  | 75   |
| 15 | Stati Uniti (bandiera) | A     | Anthony Coleman     | 1982 | 211  | 98   |
| 21 | Stati Uniti (bandiera) | AC    | Marcus Douthit      | 1980 | 211  | 106  |
| 21 | Stati Uniti (bandiera) | GA    | Dijon Thompson      | 1983 | 201  | 88   |
| 22 | Stati Uniti (bandiera) | A     | Brandon Robinson    | 1981 | 203  | 98   |
| 23 | Stati Uniti (bandiera) | GA    | Brandon Mason       | 1981 | 196  | 91   |
| 24 | Stati Uniti (bandiera) | G     | Darren Brooks       | 1982 | 191  | 93   |
| 31 | Stati Uniti (bandiera) | A     | Alvin Broussard     | 1982 | 198  | 88   |
| 32 | Stati Uniti (bandiera) | AC    | Ken Johnson         | 1978 | 211  | 107  |
| 32 | Stati Uniti (bandiera) | A     | Rich Melzer         | 1979 | 203  | 102  |
| 33 | Stati Uniti (bandiera) | G     | Cody Toppert        | 1983 | 193  | 92   |
| 34 | Stati Uniti (bandiera) | G     | C.J. Miles          | 1987 | 198  | 95   |
| 41 | Stati Uniti (bandiera) | A     | Chuck Hayes         | 1983 | 198  | 109  |
| 44 | Stati Uniti (bandiera) | A     | Kevin Frey          | 1980 | 203  | 104  |
| 50 | Stati Uniti (bandiera) | C     | Nick Billings       | 1982 | 213  | 116  |
| 99 | Stati Uniti (bandiera) | G     | Tierre Brown        | 1979 | 188  | 86   |

## Staff tecnico
- Allenatore: Michael Cooper
- Vice-allenatore: Larry Smith
- Preparatore atletico: Tora Enda